# Czechrak (osiedle)
Czechrak (ros. Чехрак) – osiedle w Rosji, w Adygei, w rejonie koszechablskim. W 2010 liczyło 504 mieszkańców.